# Arachnis
Arachnis is een geslacht van vlinders uit de familie van de spinneruilen (Erebidae).

## Soorten
- A. apachea Clarke, 1941
- A. aulaea Geyer, 1837
- A. citra Neumögen & Dyar, 1893	 (syn: Arachnis apachea Clarke, 1941)
- A. dilecta Boisduval, 1870
- A. martina Druce, 1897
- A. midas Barnes & Lindsey, 1921
- A. mishma Druce, 1897
- A. nedyma Franclemont, 1966
- A. picta Packard, 1864
- A. tristis Rothschild, 1935
- A. zuni Neumoegen, 1890